# Кли, Кен
Кен Кли (англ. Ken Klee, полное имя Ке́ннет Уи́льям Кли, англ. Kenneth William Klee; 24 апреля 1971, Индианаполис, Индиана, США) — американский хоккеист и тренер. Играл на позиции защитника. В период с 2015 по 2016 год работал главным тренером женской сборной США.
На драфте НХЛ 1990 года был выбран в 9 раунде под общим 177 номером командой «Вашингтон Кэпиталз». 27 сентября 2003 года как неограниченно свободный агент подписал контракт с «Торонто Мэйпл Лифс». 8 марта 2006 года был обменян в «Нью-Джерси Девилз». 24 июля того же года как неограниченно свободный агент подписал контракт с «Колорадо Эвеланш».

## Статистика
| Легенда | Легенда                    | Легенда | Легенда                   | Легенда | Легенда    |
| ------- | -------------------------- | ------- | ------------------------- | ------- | ---------- |
| И       | Количество проведённых игр | Штр     | Штрафное время            | +/−     | Плюс-минус |
| Г       | Голы                       | П       | Голевые передачи          | О       | Очки       |
| -       | Статистика неизвестна      | —       | Статистика не учитывалась |         |            |

## Достижения
| Год  | Команда             | Достижение                  | Достижение |
| ---- | ------------------- | --------------------------- | ---------- |
| 1989 | Сент-Майклс Баззерс | Чемпион MJBHL               |            |
| 1989 | Сент-Майклс Баззерс | Обладатель Кубка Сазерленда |            |
| 1994 | Портленд Пайретс    | Обладатель Кубка Колдера    |            |

| Год        | Команда    | Достижение                                  | Достижение |
| ---------- | ---------- | ------------------------------------------- | ---------- |
| 2015, 2016 | США (жен.) | Победитель чемпионата мира среди женщин (2) |            |

## Комментарии
1. ↑  Приз, вручаемый победителю чемпионата Онтарио в юниорском классе B